# Liđani
Liđani är en ort i Bosnien och Hercegovina.   Den ligger i entiteten Federationen Bosnien och Hercegovina, i den nordvästra delen av landet, 230 km nordväst om huvudstaden Sarajevo. Liđani ligger 334 meter över havet och antalet invånare är 195.
Terrängen runt Liđani är platt åt nordost, men åt sydväst är den kuperad. Terrängen runt Liđani sluttar norrut. Runt Liđani är det ganska tätbefolkat, med 93 invånare per kvadratkilometer.. Närmaste större samhälle är Cazin, 9,5 km söder om Liđani. 
Omgivningarna runt Liđani är en mosaik av jordbruksmark och naturlig växtlighet.